# Yngwie Malmsteen
Yngwie Johann Malmsteen, ursprungligen Lars Johan Yngve Lannerbäck, född 30 juni 1963 i Stockholm, är en svensk stilbildande gitarrist. Han är brorson till Alf Lannerbäck.
Yngwie Malmsteen blev 2015 invald i Swedish Music Hall of Fame.

## Biografi
Malmsteen är uppväxt i Hässelby i Stockholm och spelade framför allt i Stockholm med omnejd med band som i perioder innehöll medlemmar från Talisman och Europe. 1982 läste Malmsteen en annons i den amerikanska tidskriften Guitarplayer där man uppmanades att ”skicka in en demo med ditt band och vi gör dig känd”. Malmsteen skickade in en demo och band som UFO och Kiss ringde honom och frågade om han var intresserad av att gå med. Malmsteen ville ha ett eget band och hoppade då med i bandet Steeler. Enligt Malmsteen själv blev han lurad att spela in en skiva med Steeler och fick endast skriva en låt själv. Därefter gick han med i bandet Alcatrazz lett av Graham Bonnet (också känd som sångaren i Rainbow). Malmsteen var med på två skivor med Alcatrazz innan han 1984 startade sitt eget soloband Rising Force.
I originaluppsättningen av Rising Force var musikerna: Yngwie Malmsteen (gitarr och bas), Jeff Scott Soto (sång), Jens Johansson (keyboard) och Barriemore Barlow (trummor). Till den andra skivan, Marching Out, anslöt sig trummisen Anders Johansson och basisten Marcel Jacob till bandet.
Sedan 1984 har bandet bytt medlemmar för nästan varje skiva.
Den genre Malmsteen bidragit stort till, hårdrock med inslag av klassisk musik, har kommit att kallas Neoclassic-metal.
Andra band och artister som varit stora stilbildare för den genren är: Silver Mountain, Uli Jon Roth, Rainbow, Deep Purple och Randy Rhoads.
Malmsteen är även den gitarrist som vunnit flest omröstningar som världens bästa gitarrist i tidningen Young Guitar.

## Bandmedlemmar

### Nuvarande bandmedlemmar
- Yngwie Malmsteen/ Nick Marino – sång
- Yngwie Malmsteen – gitarr
- Nick Marino – keyboard
- Björn Englen – bas
- Patrick Johansson – trummor

## Diskografi
Steeler
- 1983 – Steeler

Alcatrazz
- 1984 – No Parole from Rock'n'roll
- 1984 – Live Sentence

Solo - Studioalbum, Livealbum, samlingar (Yngwie J. Malmsteen's Rising Force, Yngwie J. Malmsteen, Yngwie Malmsteen)
- 1984 – Rising Force
- 1985 – Marching Out
- 1986 – Trilogy
- 1988 – Odyssey
- 1989 – Trial By Fire: Live in Leningrad
- 1990 – Eclipse
- 1991 – Collection
- 1992 – Fire and Ice
- 1994 – The Seventh Sign
- 1994 – I Can't Wait
- 1995 – Magnum Opus
- 1996 – Inspiration
- 1997 – Facing the Animal
- 1998 – LIVE!!
- 1998 – Concerto Suite for Electric Guitar and Orchestra in E flat minor, Opus 1
- 1999 – Alchemy
- 2000 – Anthology 1994-1999
- 2000 – Best of Yngwie J. Malmsteen
- 2000 – War to End All Wars
- 2002 – Concerto Suite Live
- 2002 – The Genesis
- 2002 – Attack!!
- 2004 – G3 Live: Rockin' in the Free World (med Joe Satriani och Steve Vai)
- 2005 – Unleash the Fury
- 2008 – Perpetual Flame
- 2009 – Angels of Love
- 2009 – High Impact
- 2010 – Relentless
- 2012 – Spellbound
- 2014 - Spellbound Live in Tampa
- 2016 - World On Fire
- 2019 - Blue Lightning

## Videografi
- Rising Force: Live '85 (1985)
- Trial by Fire: Live in Leningrad '89 (1989)
- Instructional Video (1991)
- Collection (1992)
- Leo Fender Benefit Live (1993)
- Live at Budokan (1994)
- Play Loud! [3 Videos] (1995)
  1. The Basics
  2. Arpeggios
  3. Classical Stylings
- Live!! (1998)
- Play Loud! "Full Shred" (2000)
- Yngwie Malmsteen Video Clips (2000)
- Concerto Suite for Electric Guitar & Orchestra (2005)
- Far Beyond The Sun (2007)
- Live in the Budokan (2009)
- Live Animal (2009)
- Live in Korea (2009)
- Raw Live (2010)
- Spellbound Live in Orlando (2014)

## Priser och utmärkelser
- 2015 – Invald i Swedish Music Hall of Fame